# Das Jahr des roten Vogels
Das Jahr des roten Vogels (Originaltitel: The Omega Glory) ist die nach Ausstrahlungsreihenfolge 23. und nach Produktionsreihenfolge 25. Episode der zweiten Staffel der Science-Fiction-Fernsehserie Raumschiff Enterprise. Sie wurde in englischer Sprache erstmals am 1. März 1968 bei NBC ausgestrahlt. In Deutschland war sie zum ersten Mal am 21. März 1988 in einer synchronisierten Fassung bei Sat.1 zu sehen, nachdem das ZDF sie bei der deutschen Erstausstrahlung der Serie in den Jahren 1972 bis 1974 übergangen hatte.

## Handlung
Im Jahr 2268 besucht die Enterprise den Planeten Omega IV und entdeckt im Orbit das offenbar führungslose Raumschiff Exeter. Ein Außenteam bestehend aus Captain Kirk, dem ersten Offizier Spock, Schiffsarzt McCoy und Sicherheitsoffizier Galloway beamt an Bord. Dort finden sie die gesamte Mannschaft tot vor. Ihren Körpern wurde sämtliches Wasser entzogen und sie wurden auf eine kristalline Substanz reduziert. Eine Aufzeichnung des Schiffsarztes klärt darüber auf, dass die Ursache ein Virus war, das ein Außenteam von der Planetenoberfläche mitgebracht hat. Lediglich Captain Tracey scheint überlebt zu haben, denn er blieb auf dem Planeten zurück und irgendetwas dort unten scheint gegen das Virus immun zu machen.
Das Außenteam begibt sich nun auf die Oberfläche von Omega IV auf die Suche nach Captain Tracey. Dort treffen sie auf einen Einheimischen, der einen anderen enthaupten will. Kurz darauf kommt Tracey hinzu, der hier offenbar eine hohe Stellung innehat. Er begrüßt das Außenteam und erklärt, dass es hier zwei verfeindete Gruppen gibt: die asiatisch aussehenden, zivilisierten Kohms und die europäisch aussehenden, primitiven Yangs, mit denen keine Verständigung möglich ist. Die Kohms konnten einen der Anführer der Yangs gefangen nehmen und wollten ihn nun töten. Tracey kann aber erreichen, dass er vorerst nur eingesperrt wird.
Tracey offenbart dem Außenteam weiterhin, dass sie sterben müssten, wenn sie den Planeten wieder verlassen. Sie beziehen ein Gebäude, wo McCoy mit medizinischen Forschungen beginnt. Spock und Galloway unternehmen einen Erkundungsgang und werden von Yangs angegriffen, wobei Galloway schwer verletzt wird. Kirk sieht Anzeichen dafür, dass Tracey die Technologie seines Raumschiffs genutzt hat, um den Kohms zu helfen, was gegen die Oberste Direktive der Sternenflotte verstößt. Als er dies der Enterprise mitteilen will, erschießt Tracey mit seinem Phaser Galloway und nimmt den anderen ihre Ausrüstung ab. Er versucht sein Handeln zu verteidigen, indem er erklärt, die Kohms seien gegen alle Krankheiten immun und könnten über tausend Jahre alt werden. Er will das Geheimnis dahinter lüften, müsse ihnen dazu aber gegen die Angriffe der Yangs helfen. Kirk bringt dafür kein Verständnis auf und versucht vergeblich zu fliehen. Tracey lässt ihn in eine Zelle mit dem gefangenen Yang und dessen Frau sperren. Zu seiner Überraschung stellt Kirk fest, dass die Yangs durchaus sprechen können. Gemeinsam planen sie einen Ausbruch, doch schließlich wird Kirk von den Yangs bewusstlos geschlagen und sie entkommen allein.
Später gelingt Kirk mit dem ebenfalls gefangenen Spock die Flucht. Sie kehren zu McCoy zurück, der inzwischen einiges herausgefunden hat: Die Krankheit, die die Besatzung der Exteter getötet hat, ist das Ergebnis einer lange zurückliegenden biologischen Kriegsführung. Im Laufe der Zeit haben die Lebewesen auf Omega IV aber eine natürliche Immunität dagegen entwickelt. Auch die Mannschaft der Exeter wäre noch am Leben, wenn sie etwas länger auf dem Planeten geblieben wäre. Zudem ist Traceys Annahme falsch, dass die Immunität auch die Ursache für das lange Leben der Kohms sei. Letzteres läge schlicht in ihrer Natur. Spock will nun die Enterprise kontaktieren, damit das Außenteam hochgebeamt werden kann, doch das verhindert der plötzlich eintretende Tracey. Er berichtet von einem gescheiterten Angriff der Kohms auf die Yangs. Letztere konnten durch die Flucht ihres gefangenen Anführers gewarnt werden und so die Kohms überwältigen, obwohl Tracey ihnen Phaser überlassen hatte.
Als Tracey mit McCoys Erkenntnissen konfrontiert wird und erkennt, dass seine Taten umsonst waren, verliert er völlig die Fassung. Es beginnt ein Kampf mit Kirk, doch kurz darauf werden beide von den einrückenden Yangs gefangen genommen. Einer von ihnen trägt eine Flagge, die derjenigen der Vereinigten Staaten gleicht. Jetzt beginnt das Außenteam zu begreifen: Omega IV hat eine identische Entwicklung durchgemacht wie die Erde. „Yangs“ sind Yankees und „Kohms“ Kommunisten. Hier allerdings mündete der Kalte Krieg tatsächlich in einen militärischen Konflikt, den die Kohms schließlich gewannen. Seitdem kämpfen die Yangs darum, ihre Freiheit wiederzuerlangen.
Der Anführer der Yangs tritt ein. Sein Name ist Cloud William und er rezitiert nun die heiligen Worte seines Volks, die Kirk sofort als eine verstümmelte Version des Pledge of Allegiance erkennt. Als Kirk die korrekte Version aufsagt, sind die Yangs erstaunt. Sie beginnen Vertrauen zu ihm zu fassen, doch Tracey versucht es sogleich wieder zu untergraben, indem er auf eine Ähnlichkeit des Halb-Vulkaniers Spock mit den „Dienern des Bösen“ hinweist. Cloud William will Kirk testen und fordert die Rezitation eines weiteren Textes, an den Kirk sich aber nicht erinnern kann. Er ist sich aber klar, dass gemäß den heiligen Texten das Gute stets über das Böse triumphiert, und bietet daher an, einen Zweikampf auf Leben und Tod gegen Tracey zu bestreiten. Kirk siegt, weigert sich aber Tracey zu töten. Gleichzeitig beeinflusst Spock Cloud Williams Frau Sirah mittels Telepathie, einen Kommunikator zu aktivieren, woraufhin ein Trupp Sicherheitsleute von der Enterprise herunterbeamt. Kirk liest jetzt den heiligsten Text der Yangs (die amerikanische Unabhängigkeitserklärung) und versucht Cloud William begreiflich zu machen, dass ihre heiligen Texte nicht nur für die Häuptlinge geschrieben wurden, sondern für alle, auch für die Kohms. Cloud William versteht nicht ganz, verspricht aber, Kirks Worte zu beherzigen. Das Außenteam kehrt mit Tracey aufs Schiff zurück, der sich nun vor einem Gericht verantworten soll.

## Verbindungen zu anderen Star-Trek-Produktionen
Einige Elemente aus dieser Folge wurden in späteren Star-Trek-Produktionen wieder aufgegriffen:
- Im Film Star Trek VI: Das unentdeckte Land von 1991 ist der Planet Omega IV auf einer Sternenkarte verzeichnet.
- In der Pilotfolge Leuchtfeuer der Serie Star Trek: Discovery von 2017 trägt eines der Bücher von Captain Georgiou den Titel The Omega Glory.

## Produktion

### Drehbuch
Nachdem der ursprüngliche Pilotfilm Der Käfig 1965 zwar produziert, aber damals nicht ausgestrahlt wurde, wurden für einen möglichen zweiten Pilotfilm drei Drehbücher verfasst: Eines war die von Stephen Kandel überarbeitete Version von Roddenberrys Idee zu Mudd’s Women (Die Frauen des Mr. Mudd). Das Zweite war The Omega Glory (Das Jahr des roten Vogels), ebenfalls von Gene Roddenberry und das Dritte Where No Man Has Gone Before (Die Spitze des Eisberges) von Samuel A. Peeples. Alle drei Geschichten waren relativ kostengünstig zu produzieren. Letztendlich wählte NBC Die Spitze des Eisberges als Pilotepisode aus. Bei Die Frauen des Mr. Mudd gab es Vorbehalte gegenüber der Figur des Harry Mudd, bei dem es sich im Prinzip um einen „intergalaktischen Zuhälter“ handelte. Bei Das Jahr des roten Vogels wurde die Geschichte für insgesamt zu schwach gehalten. Beide Geschichten wurden später als reguläre Folgen von Raumschiff Enterprise verfilmt.
Gene Roddenberry wollte seine Geschichte eigentlich von Les und Tina Pine zu einem Drehbuch ausarbeiten lassen, fand aber, dass das Ergebnis nicht den gängigen Standards entsprach. So schrieb er das Drehbuch letztlich selbst.
In Roddenberrys ursprünglichem Entwurf sollte das führerlose Schiff USS Argentina heißen. Das Außenteam sollte aus Kirk, Spock, dem Schiffsarzt Milton Perry, einem Navigator namens Piper und einem Sicherheitsoffizier namens Phil Raintree bestehen. In James Blishs Textfassung von Das Jahr des roten Vogels wurde die Figur des Phil Raintree beibehalten, der hier die Rolle von Galloway einnimmt.

### Darsteller
Morgan Woodward, Darsteller von Captain Ronald Tracey, spielte auch Dr. Simon Van Gelder in der Folge Der Zentralnervensystemmanipulator.
Morgan Farley, Darsteller des Yang-Gelehrten, spielte auch Hacom in der Folge Landru und die Ewigkeit.
Ed McCready, Darsteller von Dr. Carter, spiele auch in vier weiteren Folgen von Raumschiff Enterprise verschiedene Nebenrollen.

### Fehler
Der Sicherheitsoffizier Galloway (David L. Ross) wird in dieser Folge getötet, tritt aber ohne Erklärung in der Folge Gefährlicher Tausch wieder auf.

## Adaptionen
James Blish schrieb eine Textfassung von Das Jahr des roten Vogels, die auf Englisch erstmals 1974 in der Geschichtensammlung Star Trek 10 erschien. Die deutsche Übersetzung erschien 1976.

## Rezeption
Das Jahr des roten Vogels gilt unter Fans und Kritikern gleichermaßen als eine der schlechtesten Folgen der Serie Raumschiff Enterprise und des gesamten Star-Trek-Franchises.
David Morgan führte Das Jahr des roten Vogels 2016 auf cbsnews.com als eine der schlechtesten Folgen von Raumschiff Enterprise auf.
Matthew Byrd führte Das Jahr des roten Vogels 2017 auf screenrant.com in einer Liste der 15 schlechtesten Star-Trek-Folgen auf Platz 8.
Don Kaye erstellte 2017 für die Website Den of Geek eine Liste von 15 Raumschiff-Enterprise-Folgen, die zwar allgemein als schlecht gelten, aber dennoch einen gewissen Charme besitzen. Das Jahr des roten Vogels führte er hierbei auf Platz 5.
Michael Weyer erstellte 2018 für cbr.com eine Liste von 20 Star-Trek-Folgen, die so schlecht sind, dass man sie gesehen haben muss. Das Jahr des roten Vogel führte er dabei auf Platz 11.
Joseph Walter führte Das Jahr des roten Vogels 2018 auf screenrant.com in einer Liste der 10 schlechtesten Star-Trek-Folgen auf Platz 8.
Michael Kmet führte Das Jahr des roten Vogels 2019 auf whatsculture.com in einer Liste der 20 schlechtesten Star-Trek-Folgen auf Platz 15.
Christian Blauvelt listete Das Jahr des roten Vogels 2022 auf hollywood.com in einem Ranking aller 79 Raumschiff-Enterprise-Folgen auf Platz 65.